# Parafia Narodzenia św. Jana Chrzciciela w Gładyszowie (prawosławna)
Parafia Narodzenia św. Jana Chrzciciela – parafia prawosławna w Gładyszowie, w dekanacie Gorlice diecezji przemysko-gorlickiej.
Na terenie parafii funkcjonują 2 cerkwie i 1 kaplica:
- cerkiew Narodzenia św. Jana Chrzciciela w Gładyszowie – parafialna
- cerkiew Narodzenia św. Jana Chrzciciela w Gładyszowie (2021) – w budowie
- cerkiew św. Michała Archanioła w Regietowie – filialna
- kaplica Przeniesienia Relikwii św. Mikołaja Cudotwórcy w Regietowie – czasownia

## Zasięg terytorialny
Gładyszów, Regietów Niżny, Regietów Wyżny, Uście Gorlickie

## Wykaz proboszczów
- 25.04.1972 – 16.07.1983 – ks. Andrzej Jakimiuk
- 16.07.1983 – 1984 – ks. Jan Plewa
- 29.08.1986 – 1997 – ks. Michał Pasieka
- 22.03.1998 – 2021 – ks. Arkadiusz Barańczuk
- od 2021 – ks. Jarosław Grycz[1]

## Galeria

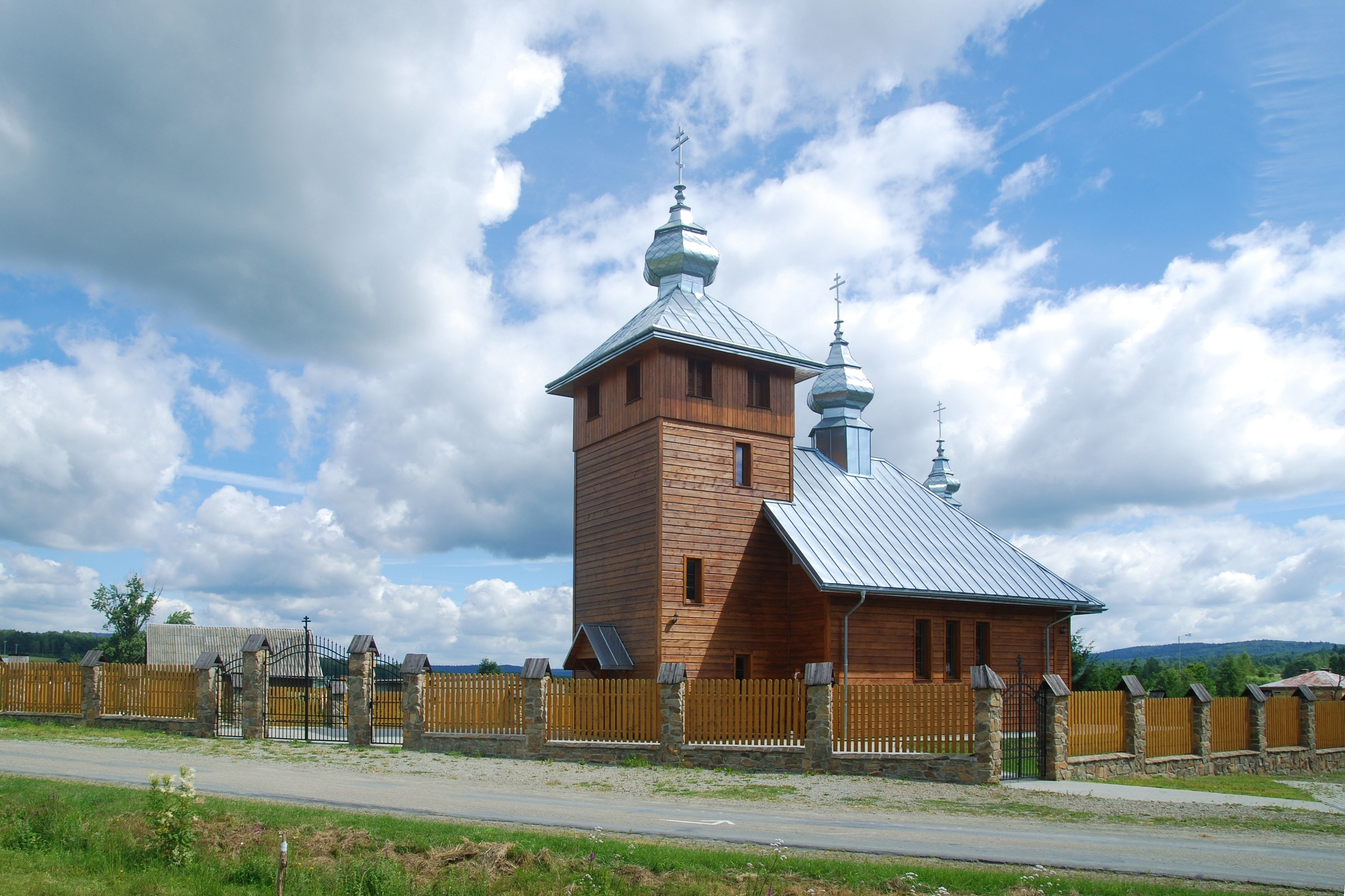
Cerkiew filialna św. Michała Archanioła w Regetowie Niżnym, zbudowana w 2012
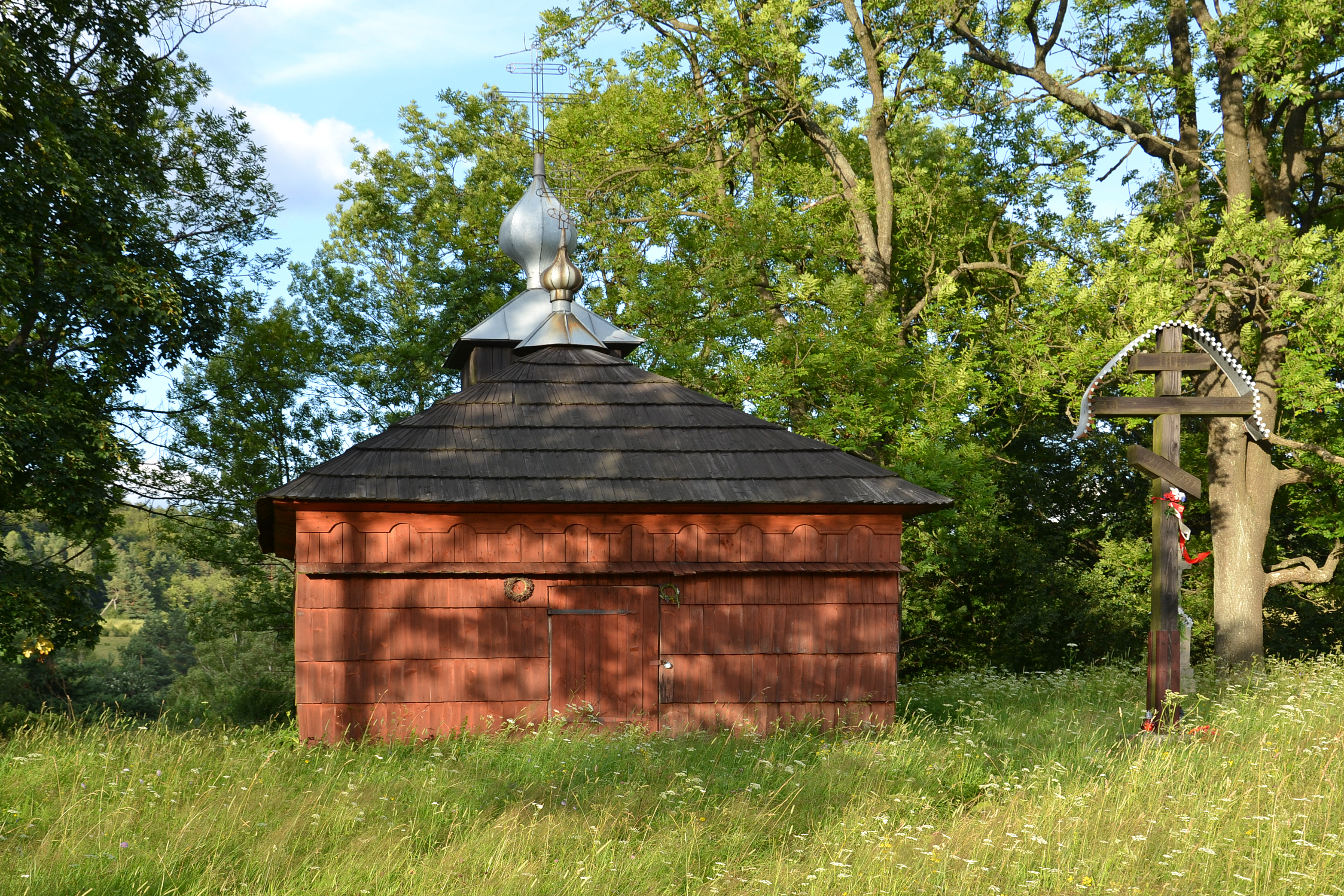
Czasownia w Regetowie Wyżnym, na dawnym cmentarzu
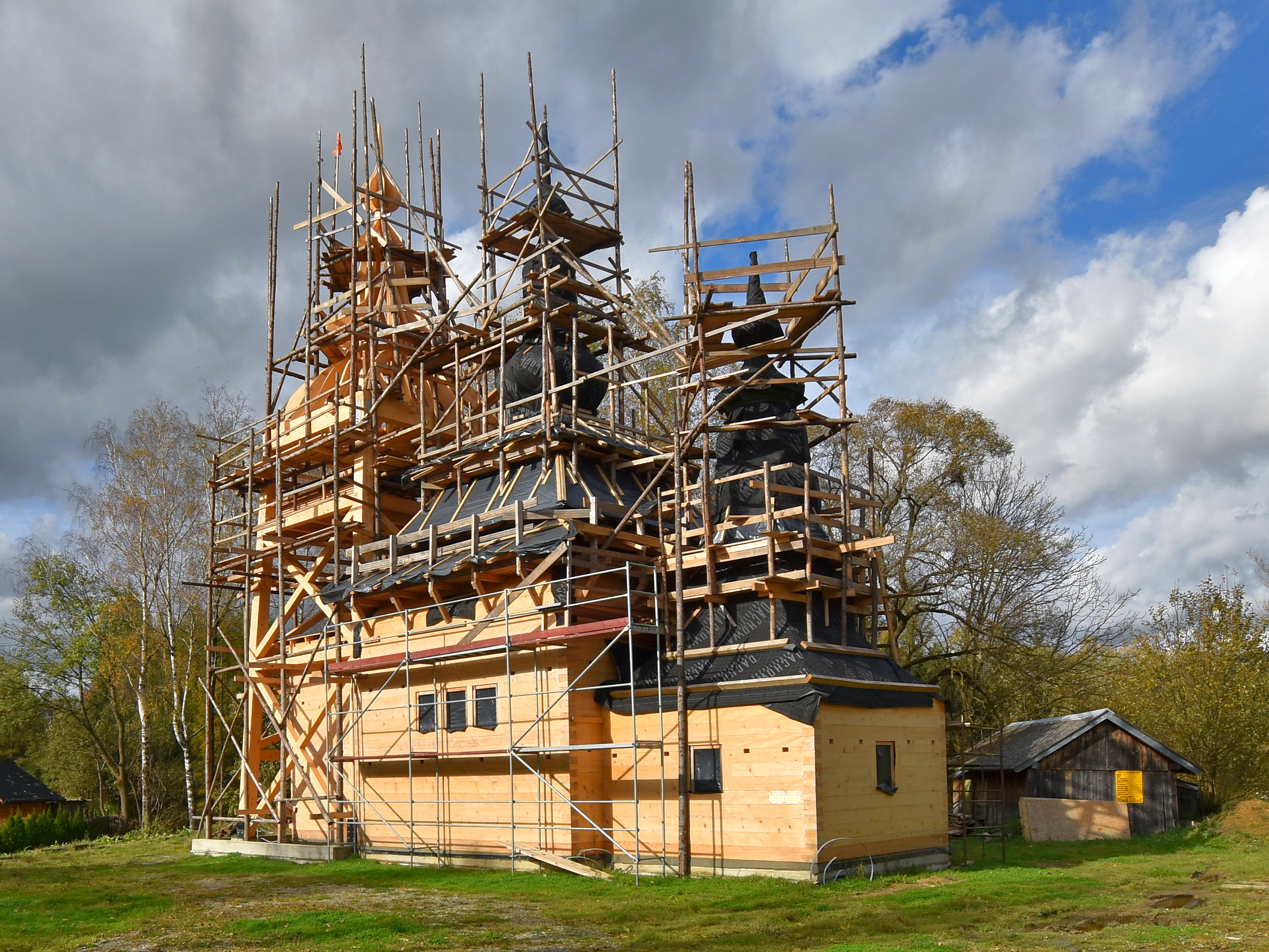
Nowa cerkiew parafialna w Gładyszowie (w budowie)